# 근접 조우

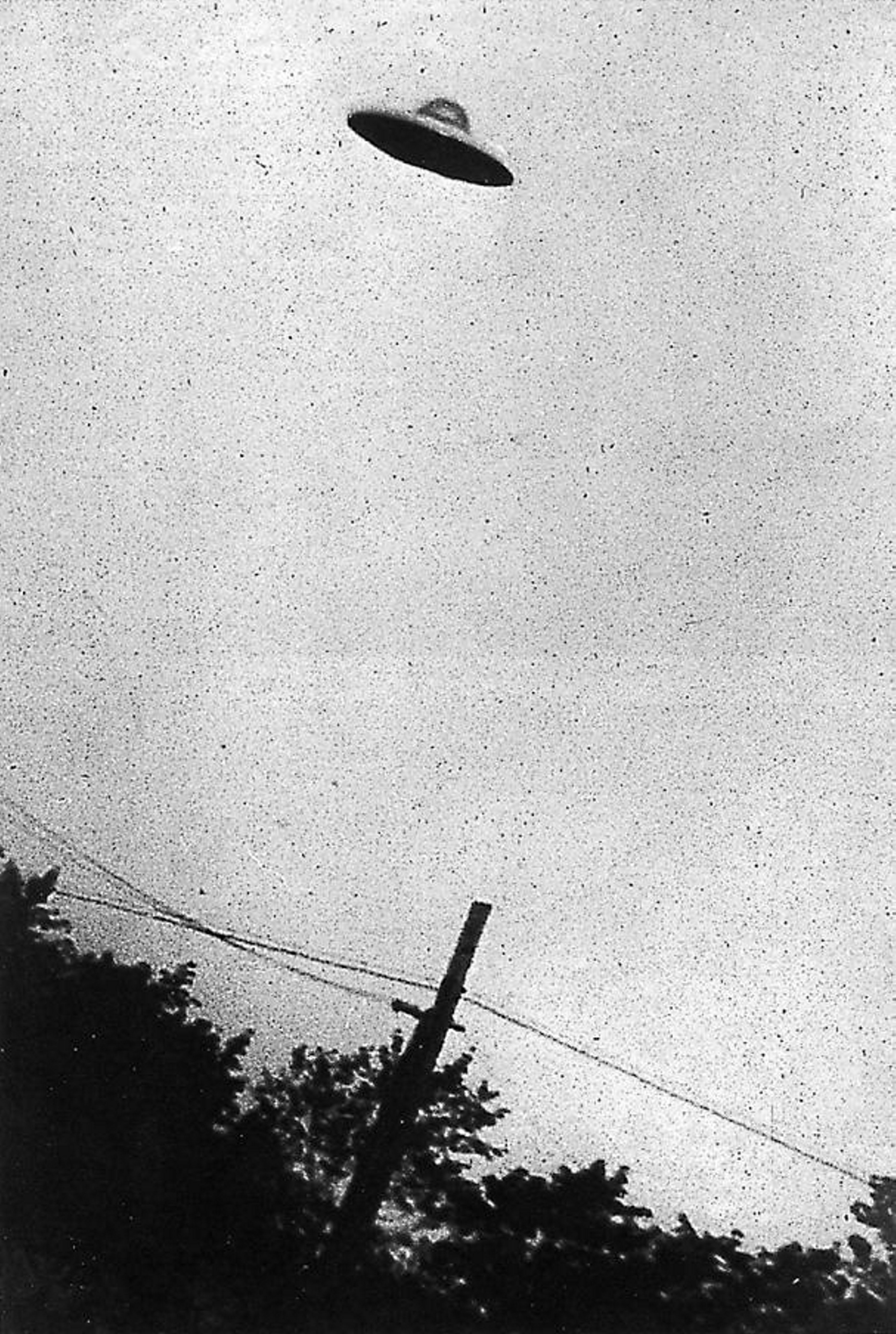

근접 조우(近接遭遇, 영어: close encounter)란 UFO학에 있어 미확인 비행물체를 목격하는 사건을 말한다. 이 용어와 분류 체계는 천문학자이자 UFO 연구자인 앨런 하이넥(J. Allen Hynek)에 의해 시작되었으며, 그의 1972년 저서인 The UFO Experience: A Scientific Inquiry에서 처음으로 제안되었다. 그는 첫 세 가지 종류의 조우 형태에 관해 소개하였으며, 후에 다른 이들에 의해 두 가지 종류의 근접 조우 형태가 추가되었다. 그러나 새로이 추가된 두 종류는 UFO 연구자들 사이에 보편적으로 인정되고 있지는 않다.
목격자로부터 500피트(160미터) 이상 거리에서의 관찰은 "주간 원반체(Daylight Discs)", "야간 불빛(Nocturnal Lights)", "레이다 포착(Radar/Visual Reports)"으로 분류되며, 약 500피트 이내 거리에서의 관찰은 다양한 형태의 "근접 조우"로 세분된다. 통상적인 항공기나 현상을 오인할 가능성을 줄이기 위해 근접 조우는 반드시 약 500피트(160미터) 이내에서 발생하여야만 한다고 하이넥과 여러 사람들은 주장한다.

## 제1종
아래와 같은 하나 이상의 미확인 비행물체를 목격하였을 때.
- 비행접시
- 이상한 불빛
- 인간의 과학기술에 의한 것이 아닌 상공의 물체

## 제2종
UFO를 관측함과 더불어 UFO로부터 다음과 같은 물리적인 영향을 동반하였을 때.
- 열이나 복사
- 지역적인 피해
- 인간의 무기력 상태
- 겁에 질린 동물들
- 엔진 혹은 TV나 라디오 청취의 간섭장애
- 사라진 시간(UFO 조우와 관련된 기억에 해당하는 시간)[3]

## 제3종
UFO 목격과 관련하여, 하이넥이 지칭한 "살아있는 존재(animate beings)"의 관측을 말한다.
하이넥은 일부러 다소 모호한 "살아있는 존재"라는 용어를 선택하였는데, 이는 해당 존재의 기원이나 본질에 관해서 어떠한 근거없는 억측도 낳게 하지 않으며 UFO와 관련된 존재를 묘사해내기 위해서이다. 하이넥은 이들 존재들이 반드시 "지구 밖의 생물"이나 "외계인"이라고 간주하지는 않았다.

### Bloecher 세부분류
UFO 연구자 Ted Bloecher는 하이넥의 등급 중 제 3종 근접 조우에 해당하는 7가지 세부분류를 제시했다.
A: 존재가 UFO 내부에서만 관측됨.
B: 존재가 UFO 내부와 외부에서 관측됨.
C: 존재가 UFO 근처에서 관측되었으나, 안으로 들어가거나 나오지는 않음.
D: 존재가 관측됨. UFO가 관측자에 의해 발견되지는 않았으나, 동일 시각 같은 장소에서 UFO 활동이 보고됨.
E: 존재가 관측됨. 그러나 UFO가 발견되지도 않고, 동일 시각 같은 장소에서 UFO 활동이 보고되지도 않음.
F: 존재나 UFO가 관측되지 않음. 그러나 대상자는 어떠한 "지적 교감"을 경험함.
G: 납치 (제4종 근접 조우와 동일)
세부분류 D, E, F는 UFO 현상과는 관계가 적다.

## 제4종
인간이 UFO 혹은 UFO의 승무원에 의해 납치되었을 때.

## 제5종
Steven M. Greer의 CSETI 그룹에 의해 명명되었으며, 이렇게 알려진 조우들은
외계 생명과의 의도적, 자발적, 인간주도적 상황하에 만들어진 공동 양방향의 접촉 사건이다. 제5종 근접 조우는 1950년대의 몇몇 "contactees(지구 밖 외계 생명체들과 접촉했다고 주장하는 사람들)"이나, 제3종 근접 조우 중 Bloecher의 세부분류 F와 매우 유사하다.

## 참고 문헌
1. ↑  Jerome Clark, The UFO Book, Detroit: Visible Ink Press, 1998
2. ↑  히스토리 채널에서 2008년 4월 23일 방영된 프로그램인 UFO Hunters: Alien Contact 참조.
3. ↑  하이넥의 최초 분류체계에는 포함되지 않음.
4. ↑  Hendry Allan (1979) The UFO Handbook, Doubleday, ISBN 0-385-14348-6

- “BBC - h2g2 - Close Encounters with Extra-terrestrials”. 2007년 2월 13일에 확인함.
- “C.D.B. Bryan of "Close Encounters Of The Fourth Kind"”. 2007년 6월 28일에 원본 문서에서 보존된 문서. 2007년 2월 13일에 확인함.
- “close encounters”. 2007년 2월 5일에 원본 문서에서 보존된 문서. 2007년 3월 22일에 확인함.
- “SCIFI.COM”. UFOLOGY Resource Center. 2007년 3월 21일에 원본 문서에서 보존된 문서. 2007년 4월 12일에 확인함.

## 같이 보기
- 외계 생물
- 미확인 비행물체
- 덜스 기지(영어판)